# Guwol-dong
Guwol-dong (koreanska: 구월동) är en stadsdel i staden Incheon i den nordvästra delen av Sydkorea, 27 km väster om huvudstaden Seoul. Den ligger i stadsdistriktet Namdong-gu.

## Indelning
Administrativt är Guwol-dong indelat i:
| Namn    | Namn              | Yta km² | Invånare 31 dec 2020 |
| ------- | ----------------- | ------- | -------------------- |
| 구월1동 | Guwol 1(il)-dong  | 1,69    | 32 278               |
| 구월2동 | Guwol 2(i)-dong   | 0,81    | 35 994               |
| 구월3동 | Guwol 3(sam)-dong | 1,83    | 29 533               |
| 구월4동 | Guwol 4(sa)-dong  | 1,03    | 15 348               |